# Билен, Исмаил
Исмаил Билен (тур. İsmail Bilen, 18 октября 1902, Ризе, Османская империя — 18 ноября 1983, Берлин, ГДР) — турецкий общественный и политический деятель, генеральный секретарь Коммунистической партии Турции (1973—1983), также выступал как писатель под псевдонимом Саваш ве Устюнгель (тур. Savaş ve Üstüngel — Борись и побеждай).

## Биография
Родился в крестьянской семье, которая в поисках работы вынуждена была перебраться в Стамбул. Получил среднее образование, работал автомехаником. В период оккупации города войсками Антанты (1918—1922), участвовал в национально-освободительной борьбе.
В 1922 году присоединился к подпольной Коммунистической партии Турции, которая, в числе первых турецких коммунистов, направляет его вместе с Назымом Хикметом в СССР для прохождения обучения в Коммунистическом университете трудящихся Востока.
В 1926 году возвращается на родину секретарём вилайетского комитета КПТ в Адане и активно включается в борьбу рабочего движения. После массовых арестов руководителей партии в 1927 году был избран в новый состав ЦК. Арестован в 1929 году и отбывал заключение в тюрьме, освобождён в 1933 году и выехал в СССР.
Работал в аппарате Коминтерна (представитель КПТ при ИККИ до его роспуска), избран организационным секретарём КПТ в 1934 году. Во время Второй мировой войны ведёт передачи «Московского радио» на турецком языке. В 1958 году участвует в организации радио «Бизим». В 1962 году введён в состав Загранбюро ЦК КПТ вместе с Назымом Хикметом и Зеки Баштымаром.
Был сторонником сотрудничества и поддержки Народно-республиканской партии, рекомендовал голосовать за прогрессивных кандидатов из списка НРП на выборах.
В 1977 в Стамбуле вышла его книга "Солнечный мир" (Günesli dünya) - результат многочисленных наблюдений о жизни в СССР.
После государственного переворота 1971 года вёл активную работу по восстановлению подпольной организации и в 1973 году стал генеральным секретарём КПТ. В этот период ему удалось не только расширить ряды членов и сторонников КПТ, но и качественно улучшить её деятельность, в партийной истории эти события получили название «период возрождения».
Осенью 1983 года, в связи с изменившейся ситуацией (массовыми арестами членов КПТ после переворота 12 сентября 1980 года), сложил с себя полномочия генерального секретаря, однако, как заслуженный и авторитетный партиец, был избран председателем партии.
Кавалер Ордена Октябрьской Революции (1983, СССР) и Ордена Дружбы (ЧССР).

## На русском языке
- Устюнгель Саваш ве. В тюрьме и на воле: Записки турецкого коммуниста. — М.,: Правда, 1952. — 80 с. — (Библиотека "Огонёк"). — 50 000 экз.
- Устюнгель Саваш ве. Солнечный мир. — М.,: Прогресс, 1980. — 188 с. — (Свидетельства об СССР). — 50 000 экз.